# Baltix
Baltix è un sistema operativo per i cittadini lituani e lettoni, basato su Debian e Ubuntu. La lingua principale è la lingua lituana.
Utilizza l'ambiente desktop GNOME (anche l'interfaccia utente di Ubuntu Unity è incluso dal 2011) e viene distribuito come Live CD installabile.
Le prime versioni pubbliche di Baltix sono state rilasciate nel 2003 e sono state basate sui pacchetti software Knoppix Live e Debian e successivamente sul framework Morphix Live CD. Più di recente, la tecnologia Ubuntu è stata scelta per Live CD. Nonostante i cambiamenti nelle tecnologie di avvio e di installazione, Baltix è sempre distribuito come Live CD installabile con un'interfaccia grafica visuale (e non testuale).
Dal 2007 vengono rilasciate separate immagini CD / DVD di Baltix per uso domestico / commerciale, per gli istituti scolastici (versione DVD per "Scienza e istruzione") e server.
Baltix può essere eseguito direttamente dal proprio CD live, senza l'installazione a una memoria permanente del computer (hard disk, drive allo stato solido, ecc.), Ma può anche essere installata nelle partizioni Linux o Windows di un computer.

## Obiettivi
- Facile e immediato pronto per l'uso per la maggior parte degli utenti di casa / ufficio lituani, lettoni e russi (non è necessario installare ulteriormente software per supporto multimediale o l'ufficio, ad esempio dizionari o modelli di spelling)
- Possibilità di eseguire il software, compilato per Windows OS
- Possibilità di lavorare comodamente sui computer più vecchi (a partire da 128MB di RAM e 700Mhz CPU)
- Confortevoli per i produttori di computer (Baltix 1.x, 2008, 2010, 2012, 2014) dispongono di una funzionalità di installazione automatica (autoinstall) noninterattiva - l'impianto può essere installato nel computer in circa 10 minuti senza intervento dell'utente.